# Arbeidswaardetheorie
De arbeidswaardetheorie is een waardeleer die arbeid aanwijst als de bron en de natuurlijke maatstaf van economische waarde. Volgens de arbeidswaardetheorie bestaat de waarde van een goed uit de waarde van de materialen waaruit het is opgebouwd, vermeerderd met de arbeid die is verricht om uit die materialen het uiteindelijke goed te produceren. Voor de materialen geldt echter weer hetzelfde, zodat, terugredenerend, alle waarde door arbeid wordt bepaald: waarde begint op het moment dat mensenwerk grondstoffen uit de natuur haalt en ze in het economisch verkeer brengt.
Waardetheorieën op basis van arbeid zijn te vinden bij de klassieke economen, die ze overigens alleen toepassen op goederen met een zekere vervangbaarheid, die in massa geproduceerd kunnen worden.
Sinds de twintigste eeuw wordt het begrip arbeidswaardeleer meestal met de marxistische economie geassocieerd, terwijl de moderne hoofdstroom van de economie de arbeidswaardeleer heeft vervangen door de grensnutaanpak.

## Petty en Locke
De vraag, wat prijs en waarde bepaalt, rees in het Europa van de vroegmoderne tijd en werd aanvankelijk vooral subjectivistisch beantwoord: waarde werd door de meeste mercantilistische denkers gezien als marktprijs, het resultaat van de wetten van vraag en aanbod. Een van de eersten die tegen dit idee ingingen was de zeventiende-eeuwse Engelse econoom William Petty, die zich afvroeg wat dan de waarde van elk goed zou zijn als de markt in evenwicht was. Achter de speling van de markt zou volgens Petty een natuurlijke waarde van het goed schuil gaan.
Het mechanisme dat een evenwichtsprijs tot stand kan brengen had Petty nog niet scherp; wel probeerde hij natuurlijke waarden te verklaren vanuit productiekosten, die weer opgebouwd waren uit de kosten van arbeid (loon) en grond (pacht). Na een vruchteloze poging om de kosten van grond te reduceren tot die van arbeid, concludeerde hij dat de kosten van arbeid in de praktijk de dominante factor waren.
John Locke bouwde voort op Petty's idee en formuleerde op grond van diens arbeidswaardetheorie een rechtvaardiging van de particuliere eigendom. Locke was echter vooral geïnteresseerd in een juridische onderbouwing van dit nieuwe fenomeen, niet in economische vraagstukken.

## Smith:labour commandedvs.labour expended

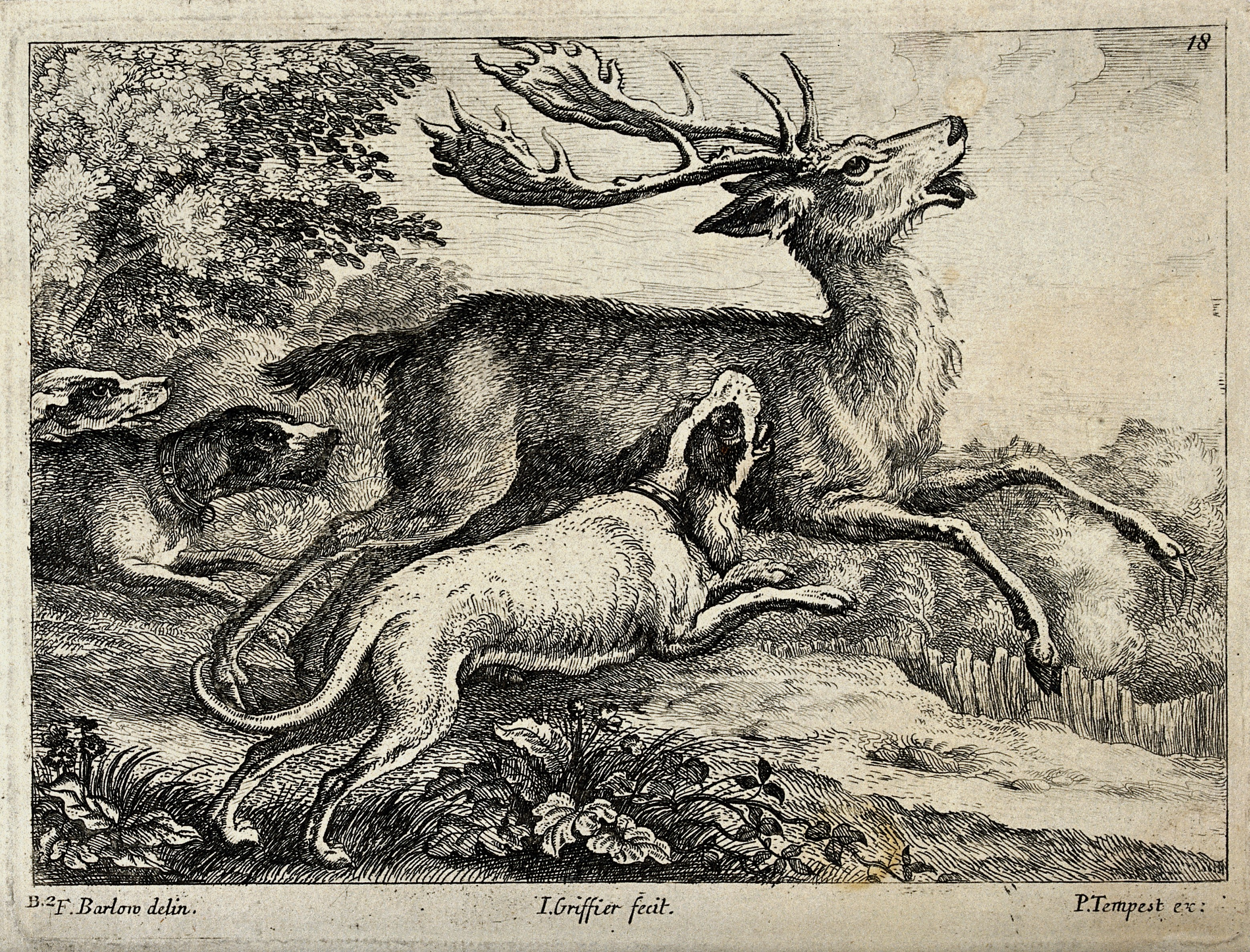
"Als bijvoorbeeld bij een jagersvolk het gewoonlijk twee keer zoveel werk kost om een bever te doden, als het doden van een hert kost, dan ruilt men een bever natuurlijk voor twee herten of is de bever twee herten waard. Het is natuurlijk dat wat gewoonlijk de opbrengst van twee dagen of twee uur werk is, twee keer zoveel waard moet zijn als wat gewoonlijk de opbrengst van één dag of één uur werk is." Adam Smith, The Wealth of Nations, boek I hoofdstuk 6.

De klassieke formulering van de arbeidswaardetheorie wordt gevonden bij Adam Smith. In de eerste zin van The Wealth of Nations stelt Smith onomwonden dat arbeid de bron is van alle rijkdom:
The annual labour of every nation is the fund which originally supplies it with all the necessaries and conveniencies of life which it annually consumes, and which consist always either in the immediate produce of that labour, or in what is purchased with that produce from other nations.
Verderop in het boek werkt Smith dit idee verder uit tot een waardetheorie, dat wil zeggen, een theorie van de prijsverhoudingen die op markten tot stand komen. Hij probeert eerst te verklaren waarom diamant een hogere waarde heeft dan water, terwijl water toch duidelijk nuttiger is dan diamant (de klassieke waardeparadox). Smith verdeelt waarde in twee delen, gebruikswaarde en ruilwaarde. De gebruikswaarde (het nut) bepaalt óf een goed waarde heeft, omdat een goed zonder nut niet verhandeld zal worden, maar verklaart niet meer dan dat, want gebruikswaarde is afhankelijk van de context en niet meetbaar. Ruilwaarde, daarentegen, wordt in een markteconomie dagelijks gemeten in geld. Deze waarde wordt volgens Smith verklaard door arbeid: diamant is meer waard dan water als het meer moeite kost om diamant uit de grond te halen dan om water te vinden. De ruilwaarde van een goed moet dus worden gemeten in de hoeveelheid arbeidstijd waarvoor het goed geruild kan worden (labour commanded), na correcties voor bijvoorbeeld de scholing en ervaring van degene die de arbeid levert. Omdat arbeidstijd niet goed meetbaar is en geld in waarde fluctueert, stelt Smith graan voor als een praktische waardemaatstaf. Dit basisvoedsel van de arbeider, stelt hij, kent een prijs die constant genoeg is voor dit doeleinde.

Ter illustratie geeft Smith zijn beroemde beschrijving van een fictieve ruileconomie van jager-verzamelaars (de early and rude state), waarin nog geen noemenswaardige productiemiddelen beschikbaar zijn, maar al wel een volledig ontwikkelde markt: de vangst van een jager komt aan hem alleen toe en is onmiddellijk verhandelbaar. Smith stelt de vraag hoe op deze markt de prijsverhoudingen worden bepaald en concludeert dat de enige productiefactor, arbeid, de enige mogelijke maatstaf is: de vangst van de jagers heeft een waarde die evenredig is aan de arbeidstijd die zij kwijt zijn aan het vangen van het product (labour expended). Als het vangen van een bever in deze economie een {\textstyle L_{b}} aantal uur kost en dat van een hert {\textstyle L_{h}}, dan ruilen bevers tegen herten volgens een koers
{\displaystyle {\frac {p_{b}}{p_{h}}}={\frac {L_{b}}{L_{h}}}=2.}
Smith springt vervolgens vanuit deze primitieve economie naar een kapitalistische, waarin alle grond in particuliere handen is en waarde wordt gecreëerd door het toepassen van arbeid op kapitaal (stock). Het resultaat is een product met door arbeid toegevoegde waarde, maar de beloning voor die arbeid moet de arbeider nu delen met de eigenaar van het kapitaal. Hoewel de eigenaar van kapitaal ook werk verricht, is die niet van dezelfde orde als die van de arbeider. Zijn beloning is winst, niet loon, en wordt bepaald door de hoeveelheid arbeid en kapitaal die hij investeert, niet de uren die hij zelf werkt. Als bevers en herten nu in fokkerijen geproduceerd worden die beide een uurloon {\textstyle w} betalen, winstmarges {\textstyle m_{b}} en {\textstyle m_{h}} aan de prijs toevoegen en op competitieve markten opereren, dan is de prijsverhouding
{\displaystyle {\frac {p_{b}}{p_{h}}}={\frac {wL_{b}+m_{b}}{wL_{h}+m_{h}}}.}
De verhouding tussen de ingezette arbeidsuren, labour expended, is nu niet meer gelijk aan de waardeverhouding, de labour commanded: met zijn loon kan de arbeider slechts een deel van zijn product kopen. Smith laat bovendien zien dat een eventuele afwijking van (natuurlijke) prijzen ten opzichte van 'zuivere' arbeidsprijzen voortkomen uit de eigendomsverhoudingen, niet de werking van de markt.

## Ricardo: arbeidsprijzentheorie

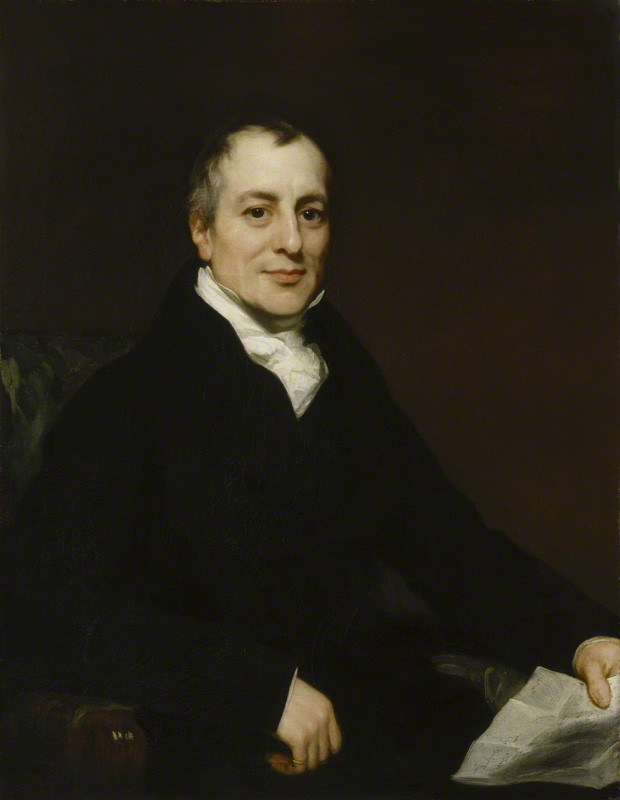
David Ricardo (portret uit 1821).

Een verdere ontwikkeling van de arbeidswaardetheorie is te vinden bij David Ricardo. Ricardo haakte aan bij Smith, na op te merken op dat er twee verklaringen voor waarde zijn, schaarste en arbeidstijd. Hiermee verdeelt hij de waren in twee categorieën: die waarvan de waarde door schaarste bepaald wordt (kunstwerken, zeldzame munten, wijn van uitzonderlijk goede grond) en de overgrote meerderheid van industrieel reproduceerbare waren, waarop door concurrentie de waardebepaling door arbeid van toepassing is.
Net als Smith merkt Ricardo op dat geld in waarde fluctueert, maar hetzelfde ziet hij gebeuren met graan, dat in waarde daalt door verbeteringen in de landbouw: als de landbouw productiever wordt, is immers minder arbeid nodig om het te verbouwen. Gevolg is dat het voor Ricardo noodzakelijk is om te zeggen dat de waarde van arbeid zelf verandert, als graan goedkoper te produceren of importeren wordt, terwijl voor Smith de waarde van alle andere waren zou zijn gestegen. Deze observatie had voor Ricardo ook een politieke consequentie: hij mengde zich in de discussie over de graanwetten (de Britse importheffingen op graan) aan de zijde van de tegenstanders, omdat goedkoop graan goedkoop levensonderhoud, en dus goedkopere goederen zou opleveren.
Ricardo was minder dan Smith geïnteresseerd in arbeid als de bron van waarde, als in de bepaling van relatieve productieprijzen van goederen, die hij vanuit hun arbeidsinhoud verklaarde. Daarom spreekt men bij Ricardo wel over een arbeidsprijzentheorie (labour theory of price) in plaats van een arbeidswaardetheorie (labour theory of value). Hij gebruikte arbeid als een standaardgoed en stelde dat deze zo'n 93% van de prijsvariaties kon verklaren.
In zijn Principles of Political Economy gebruikt Ricardo het volgende voorbeeld:
- Een boer betaalt honderd man een jaarloon van £50 om graan te verbouwen, zonder noemenswaardig gebruik van kapitaalgoederen; hij investeert dan een kapitaal van £5000. Als de algemene winstvoet op kapitaal 10% is, dan verkoopt hij het graan voor een waarde van £5500.
- Een kapitalist betaalt honderd man £50/jaar om een machine te bouwen. Zijn investering is eveneens £5000, dus de machine heeft een (verkoop-)waarde, inclusief 10% winst, van £5500.
- In het volgende jaar laat de kapitalist honderd man met de machine katoen verwerken, opnieuw voor £50/jaar. Zijn investering is nu £5000 plus de waarde van zijn machine à £5500. De waarde van zijn katoen is dan gelijk aan arbeidskosten plus 10% winst op het gehele kapitaal à £10.500: £5000 + 10% × (£5000 + £5500) = £6050.

In Ricardo's voorbeeld verschillen de prijzen in het tweede jaar omdat de graan- en katoensectoren verschillende kapitaalintensiteiten hebben ontwikkeld. Hij werpt twee beroemde hypotheses op:
1. Aangezien de opbrengsten van productie verdeeld worden tussen arbeid en kapitaal (als loon en winst) zal een verhoging van het reële loon de winst drukken. De effecten zijn echter verschillend in de graan- en katoensectoren: de producten van de eerste, arbeidsintensieve sector zullen relatief duurder worden, die van de tweede goedkoper omdat hier winst een groter aandeel in de prijs heeft. Het verschil zal echter klein zijn, max. 7%, omdat de kapitalisten een loonstijging met een groter effect zullen blokkeren.
2. Verbeteringen in de productiviteit zullen de grootste factor zijn in prijsveranderingen: kapitalisten zijn op dagelijkse basis op zoek naar efficiëntere productiemethoden.

Beide hypotheses waren in Ricardo's tijd niet te bewijzen door gebrek aan prijsstatistieken. Pas midden twintigste eeuw werden ze getoetst, met positieve resultaten.

## Marx
Karl Marx neemt Ricardo's theorie als uitgangspunt en bouwt deze verder uit. Hij maakt ten eerste een onderscheid tussen waarde en prijs: waarde is de hoeveelheid maatschappelijk noodzakelijke arbeidstijd die benodigd is om een product te vervaardigen, prijs slechts een afspiegeling hiervan in geldtermen. Met 'maatschappelijk noodzakelijk' bedoelt Marx twee aspecten van de arbeid. Ten eerste moet het geleverde product een gebruikswaarde hebben voor ten minste één afnemer. Ten tweede betekent het, dat de arbeidstijd die in de productie gaat zitten, gemeten moet worden in termen van de tijd die een gemiddelde producent (arbeider) nodig heeft om een waar te vervaardigen bij de huidige stand van techniek, opleiding en intensiteit van de arbeid. Zonder deze voorwaarde zou bijvoorbeeld een meer dan gemiddeld snelle meubelproducent, die in een uur een tafel kan maken, minder waarde produceren dan een langzame die over dezelfde tafel twee uur doet; door Marx ingreep kan de extra tijd echter als niet noodzakelijk worden beschouwd.
Net als Ricardo gaat Marx ervan uit dat arbeid zelf een waarde heeft, die gemeten wordt in termen van de goederen die een arbeider nodig heeft om een maatschappelijk acceptabel bestaan te leiden. Deze waarde gaat het productieproces in, evenals de waarde van de al geproduceerde grondstoffen en kapitaalgoederen, om zo de waarde van het product te bepalen.

### Abstracte arbeid
Marx' categorie waarde is gestoeld op het idee van abstracte arbeid: arbeid die losgezongen is van de vaardigheid om, met specifieke vaardigheden, specifieke gebruikswaarden te produceren. Deze abstracte arbeid is wat verhandeld wordt op de arbeidsmarkt, en wordt mogelijk gemaakt door enerzijds het bestaan van een klasse van arbeiders die geen land hebben om eigen voedsel te verbouwen, anderzijds de industrialisering, die de vaardigheden van warenproducenten in machines vat en ze vervangt door het vermogen om simpele handelingen op de machines te verrichten. Marx verklaart zijn waardebegrip daarom alleen van toepassing op de geïndustrialiseerde samenleving (de kapitalistische productiewijze); het begrip waarde heeft voor hem niet, zoals voor Adam Smith, een universele en eeuwige geldigheid.

### Meerwaarde
In een kapitalistische economie komt waarde tot stand door arbeid, het actieve element in het productieproces. Bij Marx is het onderscheid tussen arbeid en arbeidskracht cruciaal om te begrijpen hoe dit werkt. De kapitalist koopt op de arbeidsmarkt arbeidskracht, het vermogen van een arbeider om gedurende een dag arbeid te verrichten. Hoe veel arbeid deze arbeidskracht verricht, is echter afhankelijk van de lengte van de werkdag, de intensiteit van de arbeid en de productiviteit, die voorkomt uit de stand van techniek. Het gevolg is dat de arbeider een deel van de dag bezig is de waarde van de verkochte arbeidskracht voor de kapitalist terug te verdienen. De rest van de dag levert hij meerarbeid, die de bron is van meerwaarde. Arbeid voegt dus waarde toe aan het product, die voor kapitalist winst oplevert en voor de economie als geheel, groei.
Arbeid is tevens de enige bron van deze meerwaarde. Grondstoffen en machines hebben waarde, maar scheppen geen waarde; hun waarde wordt slechts door arbeid overgedragen (deze overdracht vindt een boekhoudkundige uitdrukking in de afschrijving). Voor Marx zijn dergelijke kapitaalgoederen ("constant kapitaal") vormen van dode arbeid. Het idee dat machines zelf waarde scheppen is in deze visie een vorm van fetisjisme, het toekennen van menselijke eigenschappen aan levenloze voorwerpen.

### Prijs en waarde
De prijzen van waren (geldbedragen) zijn bij Marx afspiegelingen van hun waarde (arbeidstijd): geld is de waarde-vorm, niet de waarde zelf. De koppeling tussen beide maakt hij in Het Kapitaal I met een simpel model van prijsvorming door middel van een gouden standaard: als geld een bepaalde hoeveelheid goud vertegenwoordigt, dan vertegenwoordigt het de arbeidstijd die nodig is om die hoeveelheid goud uit de grond te halen. In Het Kapitaal I en II geldt bovendien de aanname dat tussen waarde en (natuurlijke) prijs een eenvoudig verband bestaat; pas in deel III maakt dit verband plaats voor een ingewikkelder transformatie die rekening houdt met de verdeling van meerwaarde als winst die onder druk van concurrentie plaatsvindt.
Bovendien vertegenwoordigen niet alle prijzen een waarde in Marx' zin. De uitzonderingen zijn van tweeërlei aard:
1. Er bestaan goederen die een prijs (ruilwaarde) hebben, maar niet het product zijn van arbeid. In het oog springende voorbeelden zijn onbebouwde grond, waarvan de prijs afhangt van externaliteiten; en krediet, die een prijs heeft in de vorm van rente.
2. Er bestaan goederen die wel het product van arbeid zijn, maar waarvan de waarde onafhankelijk is van de arbeidstijd. Kunstwerken zijn hier voorbeelden van.

De uitzonderingen onder (1) worden door Marx behandeld in Het Kapitaal III; met name verklaart hij rente enkel uit vraag en aanbod. Die onder (2) vallen simpelweg buiten de theorie, net als bij Ricardo: de arbeidswaardeleer verklaart de waarde van in massa geproduceerde goederen, niet die van unieke kunstvoorwerpen.
Een derde categorie uitzonderingen die wel genoemd wordt, vormen de diensten. Deze zijn echter geen probleem voor de theorie, indien men diensten opvat als waren die gelijktijdig geproduceerd en geconsumeerd worden.

### Marx vs. Ricardo
Van Marx' waardewet bestaan ruwweg twee interpretaties. De traditionele lezing, die in de negentiende en twintigste eeuw door zowel de meeste marxisten als de critici van Marx werd aangehangen, luidt dat Marx de theorie van Ricardo overnam en daar slechts correcties in aanbracht. De waardetheorie is dan vrijwel gelijk aan Ricardo's productiekostentheorie en Marx kan gerekend worden tot de klassieke economen; hij trekt vooral andere conclusies uit de arbeidswaardeleer. Net als bij Ricardo hecht de waarde zich bij Marx als het ware aan de waar: als een meubelmaker in een uur een tafel maakt, dan heeft achteraf de stoel de onzichtbare eigenschap 'waarde: één uur arbeidstijd'. De notie van maatschappelijk noodzakelijke arbeidstijd wordt dan vooral een correctie voor de stand van technologie: snelle producenten krijgen een bonus, langzame een malus.
Tegenover deze traditionele opvatting staat een modernere lezing, waarin de nadruk ligt op het onderscheid dat Marx maakt tussen concrete en abstracte arbeid, en op zijn geldtheorie. Concrete arbeid is de fysieke of mentale inspanning tijdens een specifiek arbeidsproces, is meetbaar met een klok, en produceert specifieke gebruikswaarden. Abstracte arbeid is arbeidstijd in verhouding tot de totale maatschappelijke arbeid en produceert waarde, die opnieuw alleen bestaat als verhouding, ditmaal tot het totale maatschappelijke product. Het begrip maatschappelijk noodzakelijk houdt dan ook in, dat de geproduceerde waar een maatschappelijke noodzaak (effectieve vraag) vervult en dat de waar verkocht wordt op de markt, die in de waardeverhoudingen bemiddelt. Blijkt de waar onverkoopbaar, dan is hij met terugwerkende kracht waardeloos.
Aangezien abstracte arbeid niet direct meetbaar is, moet er een waardemeter voor worden ingesteld; dit is de rol van het geld. Het grote verschil tussen Marx en de klassieke economen is in de tweede lezing, dat geld bij Marx een noodzakelijke voorwaarde is voor het bestaan de markteconomie, waaruit het begrip kapitaal (waarde op zoek naar meerwaarde) logisch voortvloeit. Bij de klassieke economen is geld een neutraal, exogeen hulpmiddel dat ruilhandel vergemakkelijkt, zonder de aard van economie en maatschappij wezenlijk te veranderen.

### Na Marx
De arbeidswaardetheorie is onder latere economen uit de gratie geraakt: in de neoklassieke economie (vanaf ca. 1870) maakte ze plaats voor de grensnutaanpak. Binnen het marxisme probeerden de analytisch-marxisten (jaren 1980-) aansluiting te vinden bij hun tijdgenoten door de marxistische economie ook op de grensnutaanpak te baseren. De autonome (post-)marxisten Hardt en Negri stellen dat de arbeidswaardeleer niet meer zou werken in een hedendaagse economie, waarin de grens tussen arbeidstijd en vrije tijd vooral in de immateriële productie zozeer zou vervagen dat arbeidstijd vrijwel onmeetbaar wordt.

## Wiskundige formulering
De verschillende stellingen die de arbeidswaardetheorie vormen kunnen als volgt geformaliseerd worden. De prijs van ieder vervangbaar goed is opgebouwd uit kapitaalkosten (materiaalkosten plus afschrijving) c, loon w maal aantal arbeidsuren L en een winstmarge m:
{\displaystyle p=wL+c+m.}
De kapitaalkosten, merkte Smith al op, zijn weer op dezelfde manier opgebouwd uit indirecte loonkosten en winst: {\textstyle c=w^{(1)}L^{(1)}+c^{(1)}+m^{(1)}.} Door {\displaystyle c^{(1)}} weer te vervangen door {\textstyle w^{(2)}L^{(2)}+c^{(2)}+m^{(2)},} enzovoorts, krijgt men uiteindelijk een prijs die alleen uit loonkosten en winst is opgebouwd:
{\displaystyle {\begin{aligned}p&=wL+m+w^{(1)}L^{(1)}+m^{(1)}+\ \dots \ +w^{(n)}L^{(n)}+m^{(n)}\\&=(wL+w^{(1)}L^{(1)}+\ \dots \ +w^{(n)}L^{(n)})+(m+m^{(1)}+\ \dots \ +m^{(n)}).\end{aligned}}}
De eerste term in de laatste uitdrukking beschrijft de verticaal geïntegreerde loonkosten, de tweede de verticaal geïntegreerde winstmarge. Beide zijn gewogen gemiddeldes over de gehele productiekolom. Noem de verticaal geïntegreerde arbeidstijd v; dan kan de prijs ook uitgedrukt worden in termen van de verhouding winst/loonkosten, beide verticaal geïntegreerd,
{\displaystyle \sigma ={\frac {m+m^{(1)}+\ \dots \ +m^{(n)}}{wv}}.}
Er geldt dan {\displaystyle p=wv(1+\sigma ).} Nu is de relatieve prijs van een goed a ten opzichte van een goed b gelijk aan
{\displaystyle {\frac {p_{a}}{p_{b}}}={\frac {w_{a}v_{a}(1+\sigma _{a})}{w_{b}v_{b}(1+\sigma _{b})}}={\frac {w_{a}v_{a}}{w_{b}v_{b}}}\chi _{a,b}}
met {\textstyle \chi _{a,b}={\frac {1+\sigma _{a}}{1+\sigma _{b}}}.} De factor {\displaystyle \chi _{a,b}} drukt uit in hoeverre relatieve prijzen kloppen met de arbeidswaardetheorie, voor zover de afwijking worden veroorzaakt door particulier kapitaalbezit en de daaruit voortvloeiende winst (in tegenstelling tot schommelingen in vraag en aanbod).

### Ricardo's hypotheses
Ricardo's eerste hypothese luidt dat de afwijking door winst ten hoogste 7% bedraagt. Met andere woorden moet {\displaystyle \chi _{a,b}} voor elk paar sectoren tussen de 0,93 en 1,07 liggen, als niet de marktprijzen maar de natuurlijke prijzen bestudeerd worden. Dat is a priori niet heel onwaarschijnlijk: ten eerste zorgt de verticale integratie ervoor dat lonen gemiddeld worden over de productiekolom, ten tweede heeft de vorm van de formule een dempende werking. Stel dat sector a een verhouding winst/loonkosten heeft van 1:4, sector b van 1:3. Dan geldt
{\displaystyle \chi _{a,b}={\frac {1+\sigma _{a}}{1+\sigma _{b}}}={\frac {1{\frac {1}{4}}}{1{\frac {1}{3}}}}\approx 106,\!6\%,}
oftewel, een afwijking van 6,6% (andersom gemeten 6,2%). In dit geval zijn loonkosten inderdaad grotendeels bepalend voor prijsverhoudingen, zoals de arbeidswaardetheorie wil.

Ricardo's tweede hypothese is dat veranderingen in relatieve natuurlijke prijzen (veroorzaakt door bijvoorbeeld technologische innovatie) gelijk zijn aan de verandering in arbeidswaarden plus de verandering in loon/winstverhouding:
{\displaystyle \Delta {\biggl (}{\frac {p_{a}}{p_{b}}}{\biggr )}=\Delta {\biggl (}{\frac {w_{a}v_{a}}{w_{b}v_{b}}}{\biggr )}+\Delta \chi _{a,b}.}

### Marx' hypothese
Marx' initiële aanname in Het Kapitaal was dat het loon in alle productiesectoren ongeveer gelijk is, en {\displaystyle \chi _{a,b}=1}, dus de verhouding winst/loonkosten in alle sectoren hetzelfde. In dat geval geldt voor de evenwichtsprijzen op de lange termijn de zuivere arbeidswaardetheorie; prijsverhoudingen zijn verhoudingen tussen relatieve arbeidstijden:
{\displaystyle {\frac {p_{a}}{p_{b}}}={\frac {w_{a}v_{a}}{w_{b}v_{b}}}={\frac {v_{a}}{v_{b}}}.}
In het derde deel van Het Kapitaal liet hij deze aanname los en betoogde hij dat zolang {\displaystyle \chi _{a,b}} stabiel is voor alle sectoren, veranderingen in arbeidstijden de drijvende kracht achter prijsveranderingen zijn. Dit volgt direct uit Ricardo's tweede hypothese.

## Concurrerende theorieën
- Marginalisme
- Neoricardianisme
- Subjectieve waardetheorie
- Waardetheorie